# Stygeromyia sanguinaria
Stygeromyia sanguinaria är en tvåvingeart som beskrevs av Austen 1909. Stygeromyia sanguinaria ingår i släktet Stygeromyia och familjen husflugor. Inga underarter finns listade i Catalogue of Life.